# Himalia (satélite)
Con un diámetro medio de 170 km, Himalia es el satélite irregular más grande del planeta Júpiter, y es también el miembro principal del grupo del mismo nombre. Fue descubierto por C. D. Perrine en 1904 desde el observatorio de Lick. Lleva su nombre de la ninfa Himalia de Rodas que tuvo 3 hijos con Zeus (Júpiter) cuando este se transformó en lluvia en la mitología griega. Antes de 1975, se lo conocía simplemente como Júpiter VI. De 1955 a 1975 fue llamada a veces Hestia. No fue hasta 1975 cuando recibió su nombre actual, Himalia. Gira alrededor de Júpiter en una órbita prograda, la cual tiene un período de aproximadamente 248 días.
El 19 de diciembre de 2000, la misión Cassini/Huygens estaba en rumbo hacia el planeta Saturno cuando obtuvo la imagen de baja resolución de Himalia (la que aparece en la ficha).

## Masa
En el año 2005, Emelyanov estimó que Himalia tenía una masa de 4.19×1018 kg (GM=0.28), basándose en una perturbación de Elara el 15 de julio de 1949. Según JPL's Solar System Dynamics Himalia tiene una masa de 6.7×1018 kg (GM=0.45), con un radio de 85 km.
La densidad de Himalia dependerá de si tiene un radio promedio de alrededor de 67 km (media geométrica desde Cassini, año 2000) o un radio cercano a los 85 km.
| Fuente    | Radio km | Densidad g/cm³ | Masa kg   |
| --------- | -------- | -------------- | --------- |
| Emelyanov | 67       | 3.33           | 4.19×1018 |
| Emelyanov | 85       | 1.63           | 4.19×1018 |
| JPL SSD   | 85       | 2.6            | 6.7×1018  |

## Órbita

Inclinaciones de las órbitas de las lunas irregulares de Júpiter.

Dado que su órbita es similar a la de otros satélites, se piensa que Himalia es el miembro mayor de una familia de satélites progrados e irregulares de Júpiter (Grupo de Himalia). Los otros satélites miembros serían Leda (15 km), Elara (75 km), Lisitea (35 km), y S2000/J11 (4 km). Se especula que en los albores de la formación del planeta Júpiter pudiese haber existido un número mucho mayor de objetos en órbitas similares, los cuales han ido desapareciendo al chocar y ser destruidos por Himalia.
Con magnitud 14,6 durante las oposiciones, es el único satélite no galileano que puede ser captado por los aficionados con sus equipos: para ello es preciso disponer de cámaras CCD y posiciones precisas, que pueden ser obtenidas en cualquier anuario astronómico.